# Квака (Увинский район)
Квака — деревня в Увинском районе Удмуртии, входит в Каркалайское сельское поселение. Находится в 19 км к востоку от посёлка Ува и в 46 км к западу от Ижевска. Впервые упоминается как ж/д станция в 1939 году.

## География
Находится в центральной части Увинского района. В деревне расположена ж/д остановочный пункт Квака (платформа)

## Население
| 2002 | 2002 | 2010 | 2010 |
| ---- | ---- | ---- | ---- |
| 3    | 3    | 3    | 3    |